# Pachna
Pachna (griechisch Πάχνα, türkisch Bahne), auch Pakhna, ist eine Gemeinde im Bezirk Limassol in der Republik Zypern. Bei der Volkszählung im Jahr 2021 hatte sie 848 Einwohner.

## Name
Der Name des Dorfes rührt daher, dass die frühe Siedlung wie ein Trog aussah. Die Venezianer nannten das Dorf Padena, abgeleitet vom Wort Patena oder Patina, was Fante oder Tau bedeutet. Eine andere Version besagt, dass das Dorf seinen Namen von dem altgriechischen Wort Pachni erhielt, das die Kühle der kalten Nächte bezeichnet.

## Lage und Umgebung

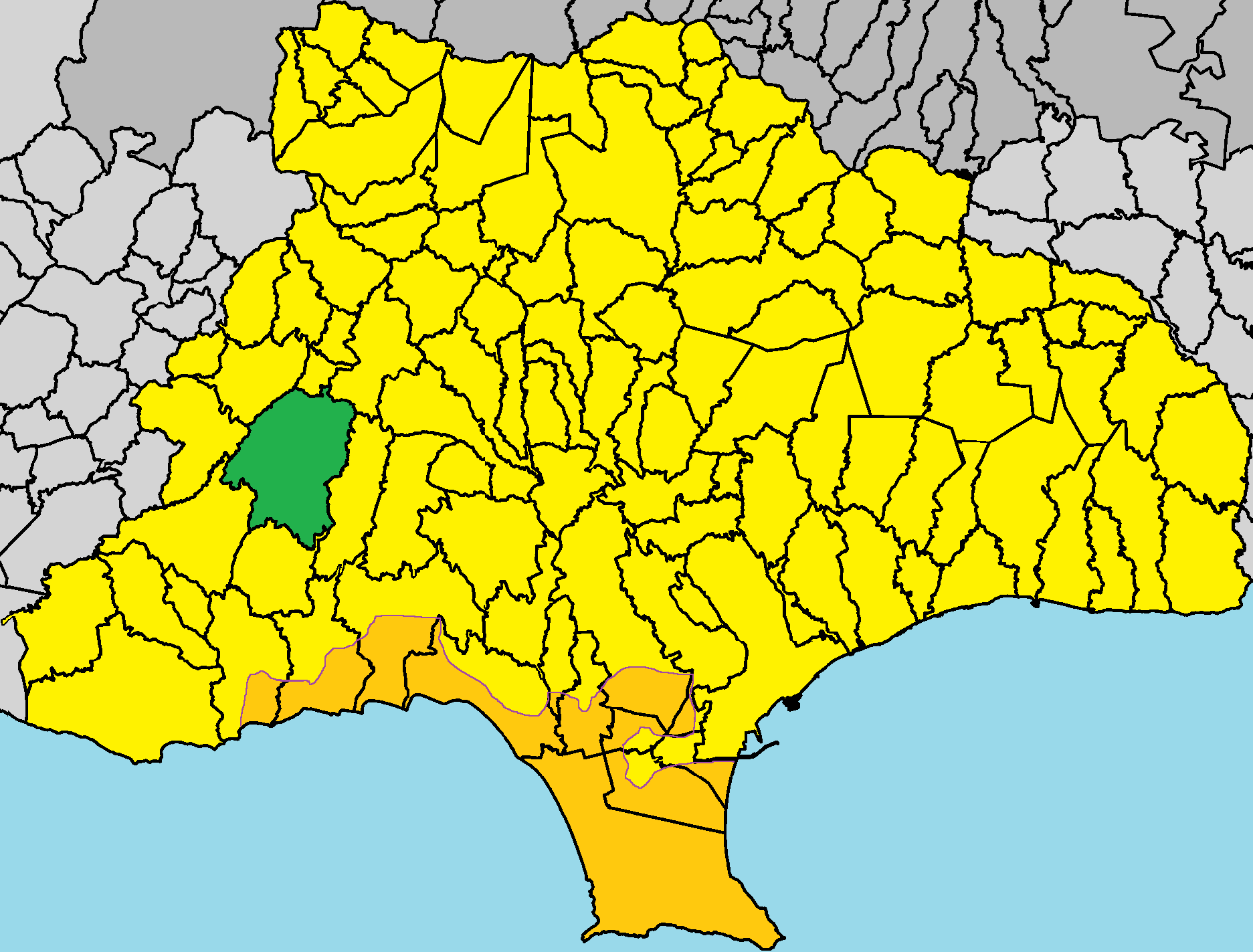
Lage im Bezirk Limassol

Pachna liegt auf den Südhängen des Troodos-Gebirge in der geografischen Region Krasochori der Mittelmeerinsel Zypern auf einer Höhe von etwa 670 Metern, etwa 35 Kilometer nordwestlich von Limassol. Das etwa 29 Quadratkilometer große Dorf grenzt im Osten an Agios Amvrosios, im Nordosten an Vouni, im Norden an Kissousa, im Nordwesten an Malia, im Westen an Dora, im Südwesten an Anogyra und im Süden an Prastio (Avdimou). Das Dorf kann über die Straßen F606 und Archiepiskopou Makariou erreicht werden.
Die Ackerfläche des Dorfes umfasst Weinreben, Johannisbrotbäume, Mandelbäume, Oliven, Apfelbäume, Birnenbäume, Goldapfelbäume, Getreide, Gartenbaupflanzen und Linsen. Pachna ist eines der wichtigsten Weindörfer Zyperns. Seit der Antike betreiben die Einwohner Weinbau und pflanzen Rebsorten wie bspw. Xynisteri an.

## Geschichte
Das Gebiet von Pachna war seit den Dunklen Jahrhunderten (8.–7. Jahrhundert v. Chr.) bewohnt. Während der fränkischen Zeit war Pachna ein königliches Gut. Das Anwesen wurde von einem Feudalherrn gepachtet, der die Pacht an die königliche Schatzkammer zahlte. Im 15. Jahrhundert war Pachna ein Lehen der Podokathas, einer damals bedeutenden zypriotischen Familie. Das Oberhaupt der Familie war Ugos Podokatharos.
Im 16. Jahrhundert wurde Pachna ein Vailato, ein zweistöckiges Gebäude mit großen Abmessungen, ähnlich einem Palast, zu dem die vier weiteren Dörfer Alektora, Paramali, Potamiou und das unbekannte Li terzi vivi gehörten. Während der Zeit der venezianischen Besetzung gehörte Pachna zum Bezirk Avdimos. 1692 führte eine Pestepidemie dazu, dass das Nachbardorf Sklinikas (auch Sklinitzia) dezimiert wurde und die überlebenden Einwohner nach Pachna zogen.

### Bevölkerungsentwicklung
Laut den in Zypern durchgeführten Volkszählungen nahm die Bevölkerung des Dorfes bis 1960 zu. Seitdem ist sie aufgrund der Urbanisierung zurückgegangen. Die folgende Tabelle zeigt die Bevölkerung von Pachna, wie sie in den in Zypern durchgeführten Volkszählungen erfasst wurde.
| Jahr      | 1881 | 1891 | 1901 | 1911 | 1921 | 1931 | 1946 | 1960 | 1976 | 1982 | 1992 | 2001 | 2011 | 2021 |
| Einwohner | 595  | 695  | 731  | 875  | 1131 | 1177 | 1500 | 1564 | 1506 | 1342 | 1174 | 967  | 865  | 848  |